# 狮子林桥

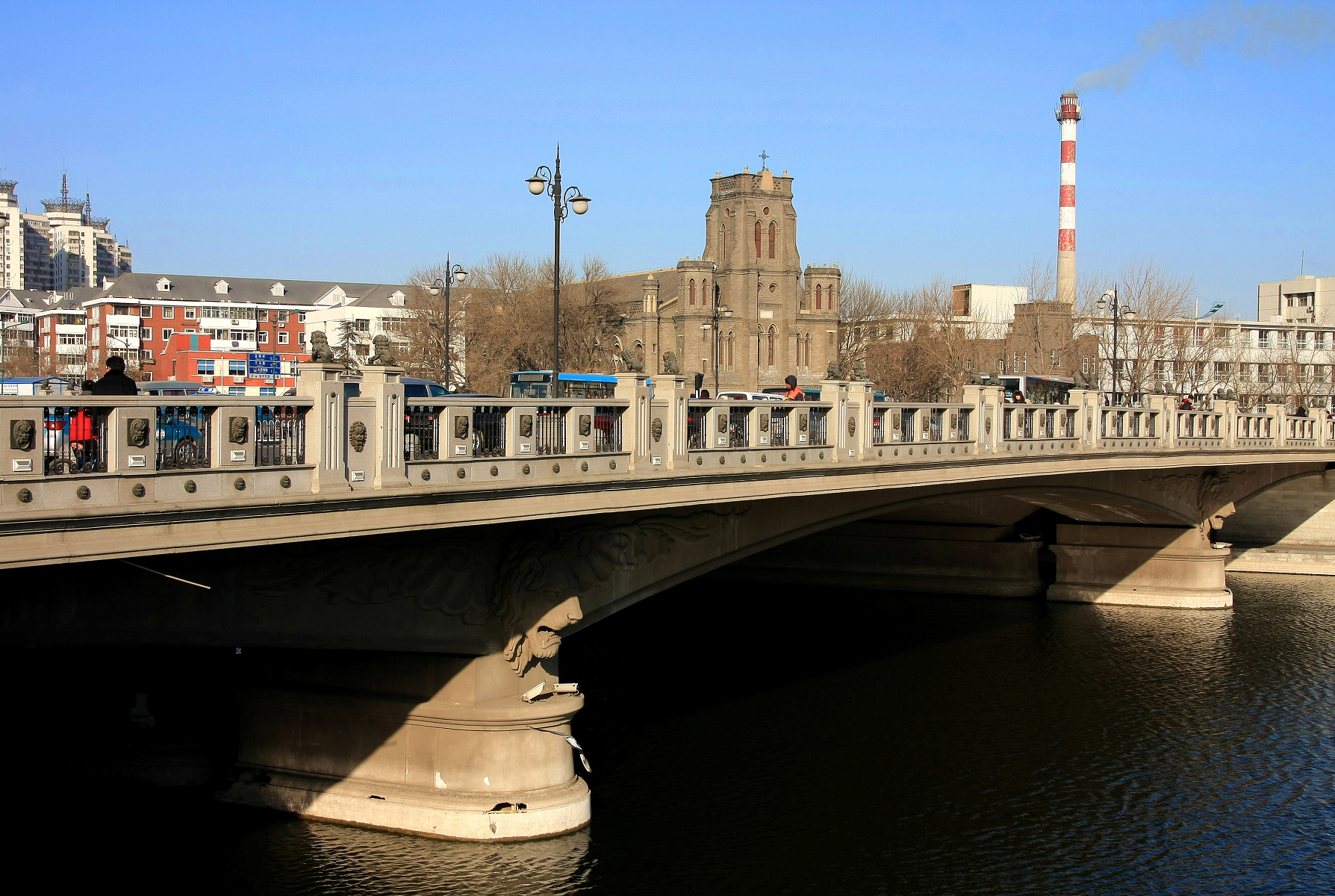
位于望海楼前面的狮子林桥

39°08′45″N 117°11′18″E / 39.14595°N 117.18826°E狮子林桥是中国天津市连接南开区与河北区的一座桥梁建筑。始建于1954年，长96.6米，宽39.8米，是中国公路桥梁建设上最早采用预应力混凝土悬臂技术的一座桥梁。目前，坐落在金钟河大街南端、横跨海河之上的狮子林桥是天津市内重要的交通桥梁之一。

## 历史
位于通北路和狮子林大街之间海河上的狮子林桥建于1954年，最初为海河上的一座木桥，是天津北部市区连接红桥河北两区的主要桥梁。1974年，天津市人民政府将其改建为预应力钢筋混凝土桥，为中国公路上最早采用的一座预应力混凝土悬臂梁桥：在其西北侧15米处重建新桥，原桥拆除，但桥墩仍存于河道中。
1986年有关部门对老桥遗留的桥墩进行改造，在废弃桥墩上修建了“哪吒闹海”及“二龙戏珠”喷泉雕塑，成为海河水面上第一组固定景观。 
1994年对狮子林桥进行了简单的加宽。在狮子林老桥上游和下游每侧各修建了一座新桥，新桥的桥宽为9.3米。 
1995年，又用六条由玻璃钢制成的金色盘龙将新设的一根直径600毫米的过河煤气管道缠绕起来，与原有的三条铜龙雕相映成趣，形成意蕴深远的新景观。 
2003年海河改造工程中，天津市人民政府对狮子林桥体实施了整体抬升及彻底加宽，对老桥桥墩及雕塑进行拆除，形成现在的样子。这年8月由城建集团总承包公司对该桥进行改造中，成功实施了桥体整体抬升，抬升高度1.271米，在中国桥梁建设史上尚属首例的第一个抬升工程。

## 概况
狮子林桥全长96.6米，宽24.6米，主桥共分为由单悬臂梁和八米长挂梁构成的三跨，桥梁上部结构为挂孔悬臂结构。

## 轶事

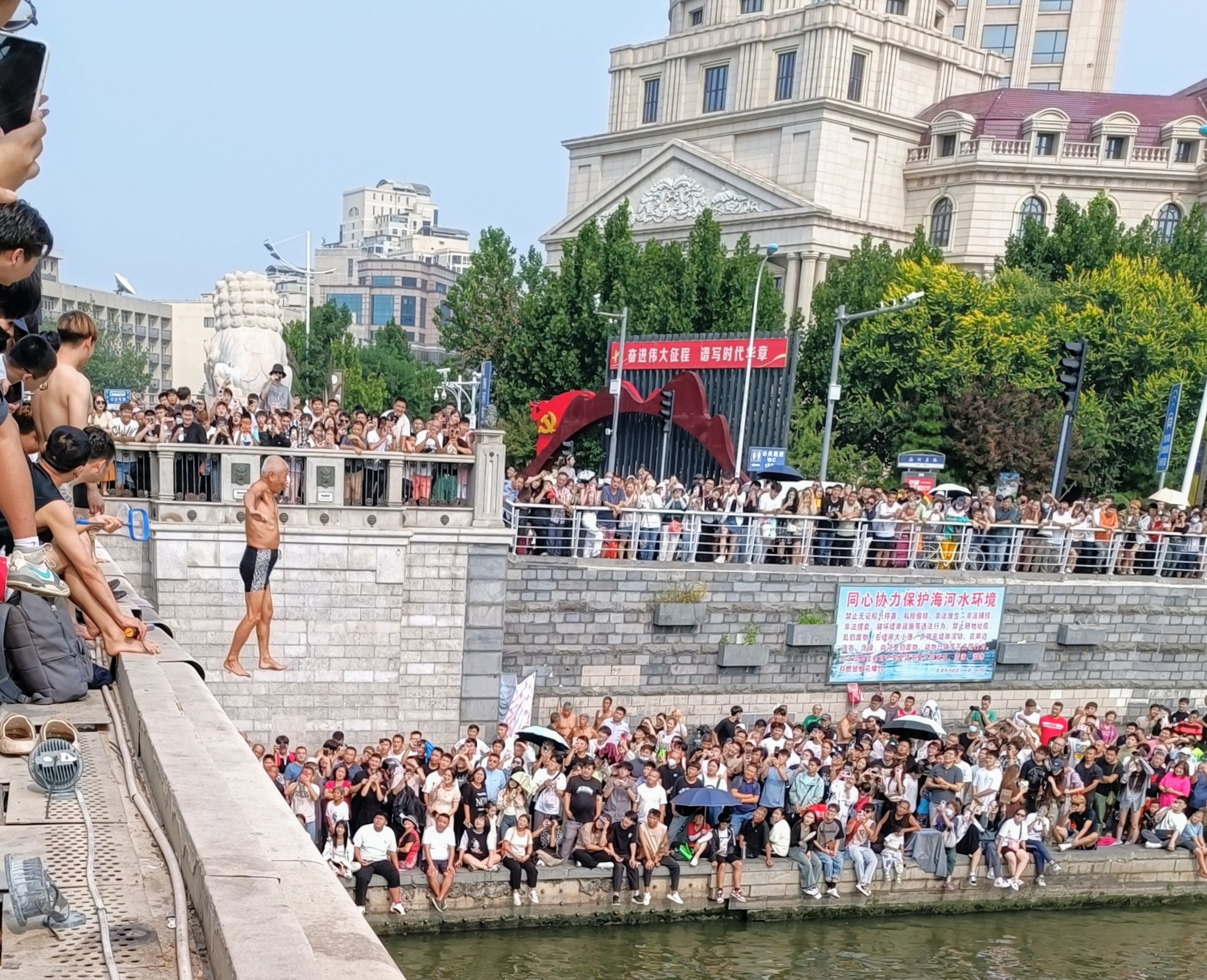
在狮子林桥上跳水的大爷和围观的群众

天津海河禁止游泳等活动，但狮子林桥长期有天津本地跳水爱好者自发进行跳水活动。2023年8月，狮子林桥跳水活动突然意外走红网络成为景点，天津本地人对此也感到非常的意外。属地天津市河北区光复街道表示桥上跳水有危险性、不鼓励该活动，天津市河北区光复派出所表示不鼓励外地游客跳水，但水面附近会有专业的救援人员进行救援。

## 行經獅子林橋之公交路线
| 行经巴士路线一览 | 行经巴士路线一览 | 行经巴士路线一览 | 行经巴士路线一览     | 行经巴士路线一览 |
| 编号             | 路线             | 路线             | 路线                 | 备注             |
| ---------------- | ---------------- | ---------------- | -------------------- | ---------------- |
| 15               | 西站公交站（C1） | ⇆                | 乌江北里             |                  |
| 172              | 通北路           | ⇆                | 曙光水镇公交站       |                  |
| 600              | 丁字沽公交站     | ↺                | 丁字沽公交站         | 内环线双向循环线 |
| 633              | 水西公园公交站   | ⇆                | 何兴庄公交站         | 经望海楼         |
| 653              | 竹山南道公交站   | ⇆                | 明珠花园             |                  |
| 675              | 海光寺地铁站     | ⇆                | 未来城公交站         |                  |
| 681              | 天津站北广场     | ⇆                | 王顶堤商贸城公交站   |                  |
| 804              | 新华路百货大楼   | ⇆                | 永定塔陵             | 合并原 154       |
| 804快            | 新华路百货大楼   | ⇆                | 潘庄镇               | 定点班线         |
| 849              | 金钟河大街公交站 | ⇆                | 师范大学公交站       |                  |
| 856              | 水木天成公交站   | ⇆                | 东丽开发区地铁公交站 |                  |
| 863              | 东姜井公交站     | ⇆                | 聚贤道公交站         |                  |
| 903              | 泗阳道公交站     | ⇆                | 华苑小区公交站       |                  |
| 907              | 竹山南道公交站   | ⇆                | 天山南路             |                  |
| 908              | 万科新城公交站   | ⇆                | 富民路公交站         |                  |

## 周边设施
- 古文化街
- 望海楼教堂

## 内部链接
- 卢沟桥
- 天津海河桥梁列表